# Tim Köpfli
Tim Köpfli (* 14. Mai 1996) ist ein Schweizer Volleyballspieler.

## Karriere
Köpfli begann seine Karriere im Alter von zwölf Jahren beim TV Lunkhofen. In seiner Jugend spielte er zusätzlich auch Beachvolleyball und nahm in dieser Disziplin mit Irian Mika an der U21-Weltmeisterschaft 2016 in Luzern teil. In der Halle gehörte er zur Junioren-Nationalmannschaft der Schweiz. Er spielte für den VBC Kanti Baden und den SV Olten. Von 2016 bis 2018 war er bei Volley Schönenwerd aktiv. Von dort wechselte der Außenangreifer 2018 zu Concordia Volley Luzern. 2022 ging er zum italienischen Zweitligisten Cuneo Volley. Mit der Schweizer Nationalmannschaft nahm er an der Qualifikation zur Europameisterschaft 2023 teil.
Zur Saison 2023/24 wurde er vom deutschen Erstliga-Aufsteiger VC Bitterfeld-Wolfen verpflichtet. Im DVV-Pokal 2023/24 unterlag der Verein im Viertelfinale gegen die SVG Lüneburg. In der Bundesliga erreichte Bitterfeld-Wolfen als Tabellensiebter die Playoffs. Im November 2024 wurde Köpfli vom Zweitligisten Barock Volleys MTV Ludwigsburg verpflichtet. Mit dem Verein schaffte er in der Saison 2024/25 den Aufstieg in die erste Liga. Auch 2025/26 spielt er für Ludwigsburg.